# Якименко Семен Семенович
Семен Семенович Якименко (27 вересня 1914, село Василівка, тепер місто Василівського району Запорізької області —?) — сталевар заводу «Запоріжсталь», заслужений металург УРСР (1963), почесний громадянин Запоріжжя. Депутат Верховної Ради УРСР 4-го скликання (1955—1959 роки). Кандидат у члени ЦК КПУ в 1952—1956 р. Член ЦК КПУ в 1956—1960 р.

## Біографія
Народився у селянській родині. Працював у господарстві батька. Закінчив семирічну школу.
З 1930 року — вантажник, слюсар по складанню комбайнів Запорізького заводу «Комунар», черговий залізничної станції. Два роки служив у Червоній армії. З 1938 року працював сталеваром електропечі на Запорізькому заводі якісних сталей «Дніпроспецсталь» Запорізької області.
Учасник німецько-радянської війни. Служив командиром гармати, командиром взводу 1079-го зенітно-артилерійського полку Ростовського корпусного району Протиповітряної оборони.
Член ВКП(б) з 1945 року.
Після контузії демобілізований із Радянської армії. Працював сталеваром металургійного заводу «Красний Сулин» Ростовської області РРФСР.
У 1949—1969 роках — сталевар, майстер мартенівського цеху заводу «Запоріжсталь» імені Серго Орджонікідзе Запорізької області. Понад 10 раз йому присвоювали звання «Найкращий сталевар», «Найкращий майстер СРСР».
Потім — директор бази відпочинку заводу «Запоріжсталь» імені Серго Орджонікідзе.
На пенсії в місті Запоріжжі.

## Звання
- лейтенант

## Нагороди
- орден Трудового Червоного Прапора (за високі показники у виконанні семирічного плану)
- орден Вітчизняної війни 2-го ст. (6.04.1985)
- Почесна грамота Президії Верховної Ради Української РСР (3.09.1970)
- заслужений металург Української РСР (1963)
- Почесний громадянин міста Запоріжжя. Звання присвоєно рішенням Запорізької міської ради  №506 від 4 листопада 1968 року[2].